# Union Compact Freistadt

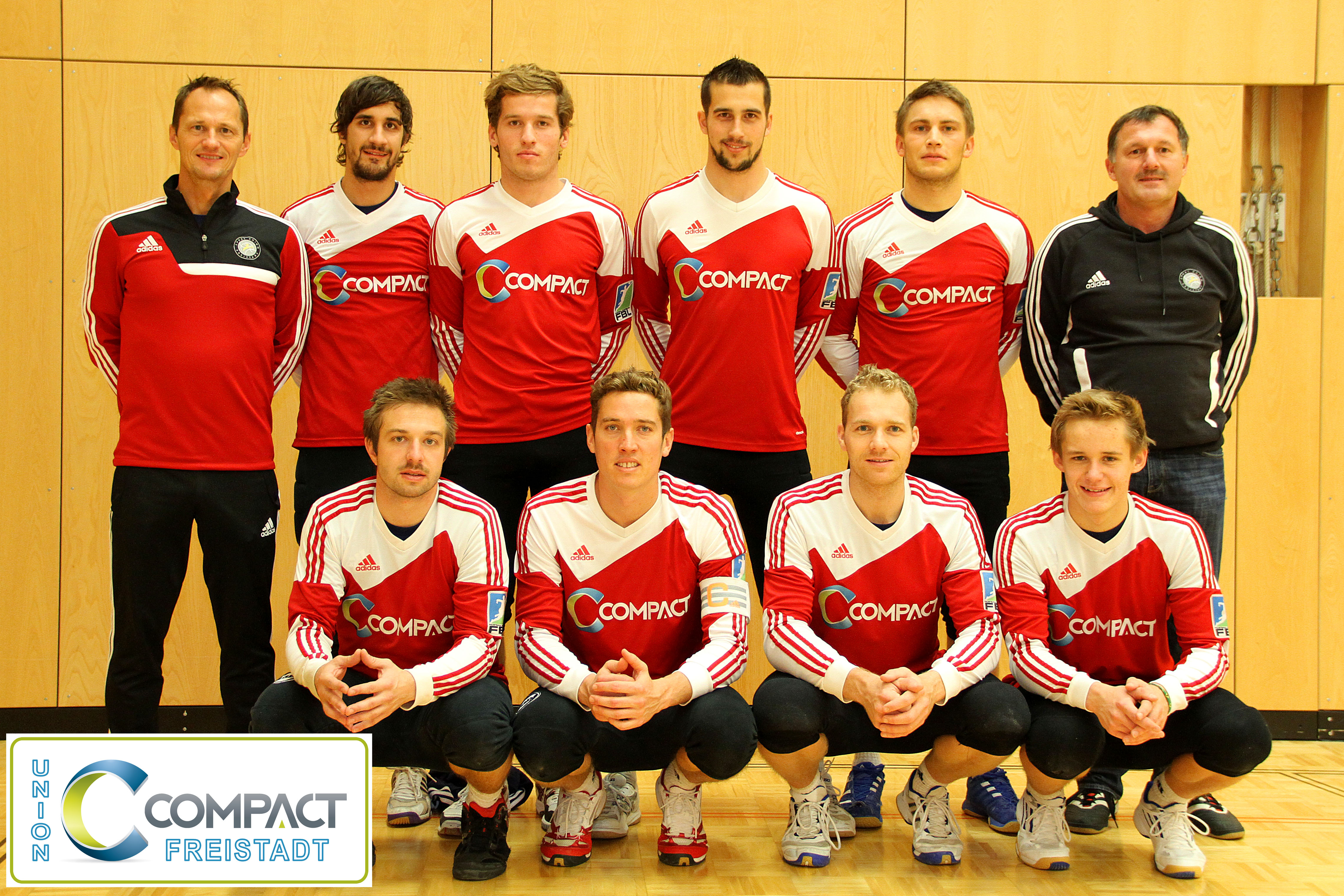
Das Kader der Union Schick Freistadt im Dezember 2013.

Die Union Compact Freistadt ist eine der Faustballmannschaft aus Freistadt in Österreich und Teil des Vereins Sport Union Freistadt.

## Geschichte
Seit dem Aufstieg in die Staatsliga im Jahr 1973 spielt die Mannschaft – abgesehen von 3 Saisonen – in der höchsten Spielklasse Österreichs und erkämpfte in den Jahren 1975, 1980, 2004 und 2009 den Staatsmeistertitel, den 2. Rang beim IFA-Pokal 2000 und den 1. Rang beim IFV-Pokal 2004. Der größte Erfolg der Vereinsgeschichte gelang im Jahre 2005 mit dem Gewinn des Europapokals der Herren vor eigenem Publikum und somit auch die Teilnahme am Weltpokal der Herren im Jahr 2006. Im Jahr 2010 feierte Freistadt den Sieg des Europapokals in Berlin. Im Jahr 2011 konnte dann der Weltpokal auf der heimischen Anlage gewonnen werden.
In den letzten Jahren betätigte sich der Verein auch im Veranstaltungssektor. Seit der Eröffnung des Marianumsportplatzes 1999 steht den Sportlern eine Heimstätte zur Verfügung, die 1999 Austragungsort der Junioren-Europameisterschaft, 2000 Austragungsort der Herren-Europameisterschaft, 2002 Austragungsort des Finales der Herren und 2005 Austragungsort des Europapokals der Herren war.
Auch im Damen- und Nachwuchsbereich ist Freistadt sehr erfolgreich. Der Damenmannschaft gelang der Durchmarsch von der Bezirksliga bis in die 2. Bundesliga, sie spielt derzeit im Playoff um den Aufstieg in die 1. Bundesliga. Im Nachwuchsbereich konnten heuer in der Halle zwei große Titel errungen werden. Die U-18-Mannschaft gewann den Österreichischen Staatsmeistertitel und die U-12-Mannschaft erkämpfte die Silbermedaille bei den Österreichischen Titelkämpfen.

## Leitung und Kader
Leiter der Sektion Faustball ist derzeit Wolfgang Aichberger, Trainer des Herren-Teams ist Andreas Woitsch. Union Freistadt spielt derzeit mit folgendem Kader:
Angriff: Jean Andrioli (AUT/BRA), Pedro Andrioli (BRA)
Abwehr/Zuspiel: Thomas Leitner (AUT), Klaus Thaller (AUT), Michael Kreil (GER), Tobias Hofer (AUT), Julian Payrleitner (AUT).

## Erfolge
- Österreichischer Staatsmeister 1975 (Feld), 1980 (F), 2004 (F), 2009 (F), 2015 (F), 2016 (Halle), 2017 (H)
- IFA-Pokal-Sieger 2004, 2008, 2013
- Europapokalsieger 2005, 2010, 2011
- Weltpokalsieger 2011